# Verde malaquita
El verde de malaquita es un colorante verde. Aunque se llama verde malaquita, este colorante no se prepara a partir de la malaquita mineral, pues el nombre sólo viene de la similitud de color. Tiene uso como colorante y es activo frente a una gran variedad de parásitos externos y agentes patógenos como hongos, bacterias, etc. Su principal aplicación es para el tratamiento contra parásitos protozoos de agua dulce.

## Usos

### Piscicultura
Se utiliza en piscicultura para combatir la enfermedad del punto blanco o "Ich", causado por un parásito llamado Ichthyophthirius multifiliis. Su uso es controvertido debido a probables efectos cancerígenos.
Se debe utilizar verde de malaquita sin zinc. Los peces gatos y algunos carácidos no toleran bien este producto. 
Es inactivo en acuarios con mucha concentración de materia orgánica. 
Evitar el contacto de este polvo colorante con la piel, los ojos y la boca. Es una tintura fuerte que puede tener efectos secundarios.

### Microbiología
En comprimidos de 25 y 100 mg, como sal de oxalato, el verde de malaquita se utiliza como tinción de esporas bacterianas. También se utiliza como contratinción con colorantes rojos. Utilizado también como compuesto activo en el medio Lowenstein-Jensen, el cual es utilizado para la cultivo de M. tuberculosis.

### Odontología
Se utilizó ampliamente en forma de comprimidos de 11 g, y en solución al 2,5% como enjuagatorio, para la detección de la placa bacteriana antigua, de más de 3 días de formación.

Existe una formulación comercial en que se combina con Eritrosina, para generar contraste con la placa bacteriana de reciente formación, menor a tres días, llamada Displaque (r).

### Colorante
Se utiliza tradicionalmente como tinte para los materiales tales como seda, cuero y papel.

## Efecto cancerígeno
- En Chile la autoridad sanitaria, el Ministerio de Salud prohibió su uso en la industria salmonera y alimenticia el año 1997, debido a sus posibles efectos cancerígenos y mutagénicos.
- En Reino Unido, la Agencia Británica de Seguridad Alimentaria prohibió su uso en la industria alimentaria en junio de 2003 (referencia ENF/E/06/003).
- En España está prohibído su uso desde hace años, por sus efectos cancerígenos.